# Neolitsea sericea
Neolitsea sericea là loài thực vật có hoa trong họ Nguyệt quế. Loài này được (Blume) Koidz. miêu tả khoa học đầu tiên năm 1926.